# Liste des routes régionales de Tunisie
Les routes régionales de Tunisie sont des voies secondaires, assurant les communications entre deux ou plusieurs régions du territoire de la république, couvrant des axes régionaux avec un trafic moins important. Leur usage est gratuit. Elles sont ouvertes à tous les véhicules.
- RR 21 ط ج : Tunis – RN9
- RR 22 ط ج : Tunis – RN1
- RR 23 ط ج : Tunis – La Goulette
- RR 24 ط ج : Tunis RN5E – RR22
- RR 25 ط ج : Ettadhamen – Mnihla – RN8
- RR 26 ط ج : RN1 – Soliman
- RR 27 ط ج : Nabeul – Turki
- RR 28 ط ج : Medjez el-Bab – Nabeul
- RR 29 ط ج : RN5 – Bou Arada
- RR 29E ط ج : RR29 – RN5
- RR 30 ط ج :
- RR 31 ط ج : Le Bardo – RN8
- RR 32 ط ج : RN7 – Djedeida – El Batan – RR55
- RR 33 ط ج :
- RR 34 ط ج :
- RR 35 ط ج :
- RR 36 ط ج :
- RR 37 ط ج :
- RR 38 ط ج : Den Den – Bejaoua
- RR 39 ط ج : Ezzahra – Séjoumi
- RR 40 ط ج :
- RR 41 ط ج :
- RR 42 ط ج :
- RR 43 ط ج :
- RR 44 ط ج :
- RR 45 ط ج :
- RR 46 ط ج : RN4 – RN12
- RR 47 ط ج : RN4 – RN18
- RR 47E ط ج : RR47 – Téboursouk
- RR 48 ط ج : RN1 – RN3
- RR 49 ط ج : Medjez el-Bab – El Aroussa
- RR 50 ط ج : Medjez el-Bab – Kalâat el-Andalous
- RR 51 ط ج : RN11 – RN7
- RR 52 ط ج : Béja – Nefza
- RR 53 ط ج : Bou Salem – Fernana
- RR 54 ط ج : RN7 – RN11
- RR 55 ط ج : Mateur – Borj El Amri
- RR 56 ط ج : Mateur – RN6
- RR 57 ط ج : RN11 – RN7
- RR 58 ط ج : RN7 – Barrage de Sejnane
- RR 59 ط ج : Bou Salem – Ghardimaou
- RR 60 ط ج : RR75 – RN18
- RR 61 ط ج :
- RR 62 ط ج : Béja – Bou Salem
- RR 63 ط ج :
- RR 64 ط ج : RN52 – RR56
- RR 65 ط ج : Beni M'Tir – RN17
- RR 66 ط ج : Sejnane – Cap Serrat
- RR 67 ط ج :
- RR 68 ط ج :
- RR 69 ط ج :
- RR 70 ط ج :
- RR 71 ط ج :
- RR 72 ط ج :
- RR 73 ط ج :
- RR 74 ط ج : Téboursouk – RN60
- RR 75 ط ج : Téboursouk – Bou Salem
- RR 75E ط ج : RR75 – RN6
- RR 76 ط ج : Béja – Téboursouk
- RR 77 ط ج :
- RR 78 ط ج :
- RR 79 ط ج :
- RR 80 ط ج :
- RR 81 ط ج :
- RR 82 ط ج :
- RR 83 ط ج :
- RR 84 ط ج :
- RR 85 ط ج :
- RR 86 ط ج :
- RR 87 ط ج :
- RR 88 ط ج :
- RR 89 ط ج :
- RR 90 ط ج :
- RR 91 ط ج :
- RR 92 ط ج :
- RR 93 ط ج :
- RR 94 ط ج :
- RR 95 ط ج :
- RR 96 ط ج :
- RR 97 ط ج :
- RR 98 ط ج :
- RR 99 ط ج :
- RR 100 ط ج : Monastir – Mesjed-Aïssa – Ouerdanine – M'saken – Sidi El Hani – Kairouan
- RR 101 ط ج :
- RR 102 ط ج :
- RR 103 ط ج :
- RR 104 ط ج :
- RR 105 ط ج :
- RR 106 ط ج :
- RR 107 ط ج :
- RR 108 ط ج :
- RR 109 ط ج : Zarzis – Ben Gardane
- RR 110 ط ج :
- RR 111 ط ج : Ben Gardane – Tataouine
- RR 112 ط ج :
- RR 113 ط ج :
- RR 114 ط ج :
- RR 115 ط ج :
- RR 116 ط ج :
- RR 117 ط ج : Zarzis – Houmt Souk
- RR 118 ط ج : Zarzis – RN1
- RR 119 ط ج : Mahrès - Jebiniana
- RR 120 ط ج :
- RR 121 ط ج :
- RR 122 ط ج :
- RR 123 ط ج :
- RR 124 ط ج :
- RR 125 ط ج :
- RR 126 ط ج : RN6 – RR64
- RR 127 ط ج :
- RR 128 ط ج :
- RR 129 ط ج :
- RR 130 ط ج :
- RR 131 ط ج : RN3 – Ouled Ayar
- RR 207 ط ج : Beni Khedache – Ksar Hadada – Ghomrassen – Tataouine (RN19)